# Naxos (mitología)
En la mitología griega, Naxo o Naxos (en griego Νάξος, Náxos) es el nombre del personaje epónimo de Naxos, especialmente de la isla de las Cícladas o la ciudad cretense. Posee diferentes versiones locales.

## Naxos, isla de las Cícladas
Según Estéfano de Bizancio la famosa isla de Naxo tomó su nombre de un soberano de los carios, que algunos llaman Naxo, y además añaden que era uno de los hijos de Endimión (aunque no se menciona la consorte). Asclepíades cuenta la anécdota de que las mujeres de Naxos dan a luz después de ocho meses, bien porque Hera les concedió este regalo a las mujeres naxias por su amistad con Dioniso, bien porque el propio Dioniso nació prematuro.

## Naxos, ciudad cretense
Otros dicen que Naxo era, en cambio, uno de los hijos de Apolo y Acacálide, la hija de Minos; se presupone que la Naxos en cuestión sería la cretense. Una última versión dice que los carios, tras emigrar de la localidad que actualmente se llama Latmia, habitaron la isla; su rey era Naxo, hijo de Polemón, que, a partir de su propio nombre, llamó a la isla Naxos en lugar de Día. Naxo era un hombre recto e ilustre, que dejó un hijo, Leucipo, cuyo hijo, Esmerdio, reinó en la isla. Durante su reinado, Teseo, que había zarpado de Creta con Ariadna, fue acogido como huésped por los habitantes de la isla; y tras ver en sueños a Dioniso que lo amenazaba si no le dejaba a Ariadna, atemorizado, abandonó allí a Ariadna y se hizo a la mar. Dioniso de noche transportó a Ariadna al monte llamado Drío, donde primero se hizo invisible el dios y después también desapareció Ariadna.